# Vatica rotata
Espèce
Classification phylogénétique
Statut de conservation UICN

 EN  : En danger
 Vatica rotata est un arbre sempervirent endémique de Bornéo, appartenant à la famille des dipterocarpaceae.

## Répartition
Localisé dans la zone de transition entre les forêts inondées et les forêts mixtes à dipterocarp des plaines du Kalimantan et du Sarawak.

## Préservation
Espèce en danger critique d'extinction du fait de la déforestation.